# Moliden
Moliden – miejscowość (tätort) w Szwecji w gminie Örnsköldsvik w regionie Västernorrland. Około 323 mieszkańców.